# Lögsögumaður

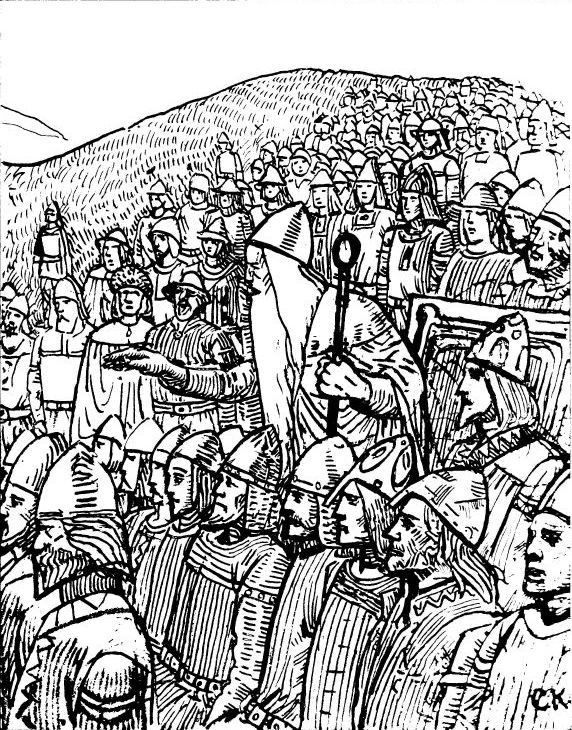
Þorgnýr, il lögsögumadur, a Uppsala, opera di C. Krogh.

Nella storia delle culture scandinave antiche il lögsögumadur (pl. lögsögumenn, in islandese lög(sögu)maður; in svedese antico: laghmaþer o laghman; in svedese lagman; in norvegese lagmann) era colui che nel thing recitava, con l'aiuto della poesia, tutte le regole, le leggi e le consuetudini. L'assemblea aveva luogo nel Lögberg. 
Questa figura giuridico-politica aveva una base nelle tradizioni comuni a tutti i popoli germanici ma solo nei paesi scandinavi divenne un vero e proprio ufficio.

## Islanda
Di seguito l'elenco completo dei Lögsögumenn islandesi, dalla fondazione dell'Assemblea generale islandese (detta Althing), nel 930, al 1271, anno dell'ingresso dell'Islanda nel Regno di Norvegia.
- Úlfljótr (930 circa)
- Hrafn Ketilsson Hængr  (930-949)
- Þórarinn Ragabróðir Óleifsson (950-969)
- Þorkell máni Þorsteinsson (970-984)
- Þorgeir Ljósvetningagoði Þorkelsson (985-1001)
- Grímur Svertingsson frá Mosfelli (1002-1003)
- Skapti Þóroddsson (1004-1030)
- Steinn Þorgestsson (1031-1033)
- Þorkell Tjörvason (1034-1053)
- Gellir Bölverksson (1054-1062)
- Gunnar hinn spaki Þorgrímsson (1063-1065)
- Kolbeinn Flosason (1066-1071)
- Gellir Bölverksson (1072-1074)
- Gunnar hinn spaki Þorgrímsson (1075)
- Sighvatr Surtsson (1076-1083)
- Markús Skeggjason (1084-1107)
- Úlfhéðinn Gunnarsson (1108-1116)
- Bergþór Hrafnsson (1117-1122)
- Guðmundr Þorgeirsson (1123-1124)
- Hrafn Úlfhéðinsson (1135-1138)
- Finn Hallsson (1139-1145)
- Gunnar Úlfhéðinsson (1146-1155)
- Snorri Húnbogason (1156-1170)
- Styrkár Oddason (1171-1180)
- Gissur Hallsson (1181-1202)
- Hallur Gissurarson (1203-1209)
- Styrmir hinn fróði Kárason (1210-1214)
- Snorri Sturluson (1215-1218)
- Teitur Þorvaldsson (1219-1221)
- Snorri Sturluson (1222-1231)
- Styrmir hinn fróði Kárason (1232-1235)
- Teitur Þorvaldsson (1236-1247)
- Óláfr hvítaskáld Þórðarson (1248-1250)
- Sturla Þórðarson (1251)
- Ólafur hvítaskáld Þórðarson (1252)
- Teitur Einarsson (1253-1258)
- Ketill Þorláksson (1259-1262)
- Þorleifur hreimur Ketilsson (1263-1265)
- Sigurður Þorvaldsson (1266)
- Jón Einarsson (1267)
- Þorleifur hreimur Ketilsson (1268)
- Jón Einarsson (1269-1270)
- Þorleifur hreimur Ketilsson (1271)

## Svezia
Nelle province svedesi l'ufficio di lagman era il più importante. Ciascuna provincia era governata dalla propria landskapslag (legge provinciale). Il lagman presiedeva il thing, emetteva sentenze e proferiva le leggi che aveva precedentemente memorizzato. Erano loro che riconoscevano il re appena eletto quando viaggiava per il regno attraverso la rete creata dall'Eriksgata. 
Secondo la Legge del Västergötland il lagman ricopriva la carica a vita e doveva provenire dalla classe dei bönder, cioè gli uomini liberi con una certa proprietà. L'ufficio non era ereditario.